# El Justícia del Regne de València
El Justícia va ser un càrrec foral del Regne de València, una mena d'oficial municipal de justícia a les ciutats, les viles i els llocs reials, no sols de la ciutat de València, molt semblant a la institució dels Zalmedines d'Aragó, o els Veguers de Catalunya, que va estar vigent des del 1238 fins a l'abolició dels Furs pel dret de conquesta l'any 1707. Era l'encarregat dels assumptes judicials. El poble solia anomenar-los "Un-sol-vehí"; perqué el fur en què el va instituir Jaume I començava amb estes paraules:»Un sol vehí, &c."; un veí només de la ciutat coneixia en primera instància de les causes civils i criminals.
Amb el pas del temps, a la ciutat de València, un sol Justícia no era prou per l'administració de justícia, i va ser l'any 1321, quant Jaume II, en va crear un altre i des de llavors va perseverar dividida la jurisdicció en civil i criminal, coneixent cadascú dels Justícies privativament de les seves respectives causes.

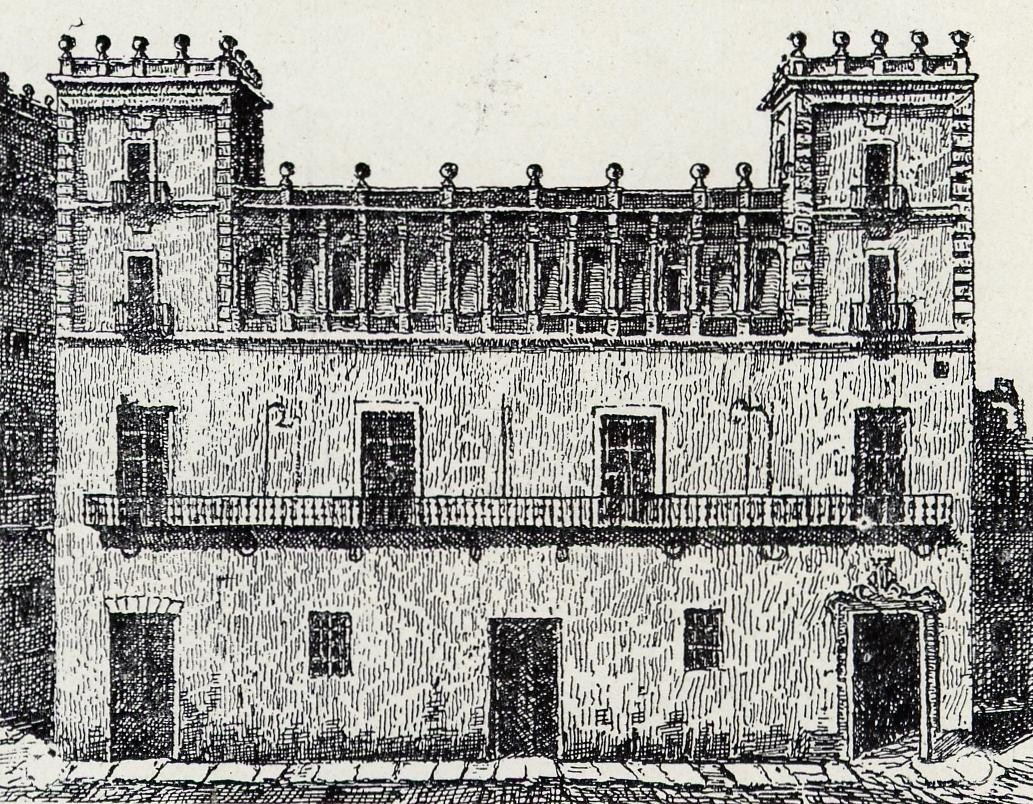
Casa de la Ciutat de València abans de ser enderrocada.

De les causes penals s'ocupava el Justícia Criminal i de les civils el Justícia Civil. Ambdós eren elegits per un any pel mètode de la insaculació de les "bosses" de ciutadans i de la de cavallers, alternativament. Hi havia també un Justícia, que al principi només coneixia de les causes que no passaven de 30 sous; després Jaume II li va donar facultat per conèixer fins a la suma de 50 sous, i finalment es va estendre a 300; anomenant-se per això el Justícia dels tres-cents sous, el càrrec dels quals exercia un escrivà, que s'encarregava dels plets menors; de la vigilància de mercats, el Mostassaf, triat també per insaculació.

## Història
Després de la conquesta de València el 1238 per Jaume I, les relacions entre el rei i la ciutat de València, així com amb la resta dels nuclis de població que estaven sota la jurisdicció reial, s'articulaven entorn del Cúria, un oficial real que era qui tenia l'última paraula a l'administració dels municipis i que recorria a l'assemblea de veïns com un cos consultiu, a València només formada pels veïns més influents, els prohoms o ciutadans.
Quan el 1245 Jaume I va decidir deixar el govern de la ciutat en mans dels veïns, el Cúria va passar a anomenar-se Justícia. En els primers temps forals era atribució de la Corona el nomenament del Justícia, segons consta del privilegi 4t de Jaume I i era el rei qui triava directament el Justícia, i en la seua absència el Batle general (fins al 1266), si bé posteriorment eren els Jurats els qui presentaven una terna de candidats, triats per insaculació dels dotze noms que ells havien triat, un per cada parròquia de la ciutat. Per als càrrecs de Justícia no podien presentar-se cavallers, ni rics homes, i era sempre per tant un membre de l'estat pla. Així el Justícia, desdoblat posteriorment en Civil i Criminal, els Jurats i els Consellers "constituïen l'estructura de l'organigrama municipal, al qual s'hi afegien altres càrrecs menors i especialitzats, com el Mostassaf...". Després del 1266, la seua elecció tenia lloc l'antevespra de Nadal, dia en què els nous Justícies feien el corresponent jurament. Este sistema d'elecció es va conservar des de l'any 1288 fins a la supressió dels furs del regne.
El Justícia presidia el cos dels Jurats i el Consell General.
Quan el Consell General es reunia per tractar assumptes criminals, la presidència corresponia al Justícia Criminal; si el seu objecte era un negoci civil, el presidia el Justícia Civil; en cas que concorregueren ambdós Justícies, la presidència pertanyia al Justícia criminal. L'anomenat Justícia dels tres-cents sous no alternava amb els altres Justícies.

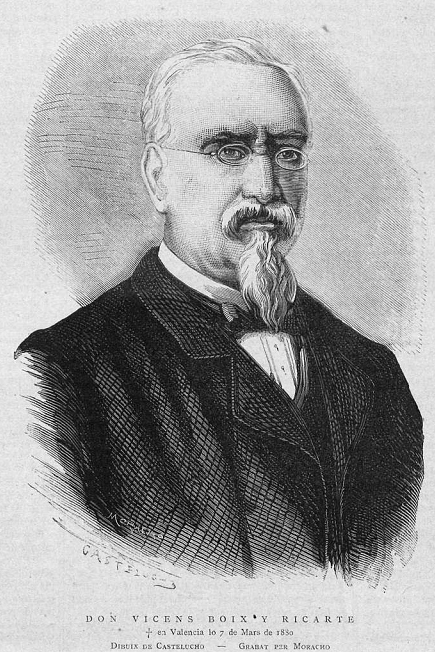
Vicent Boix i Ricarte, autor d'Apunts històrics sobre els Furs de l'Antic Regne de València; en castellà

El Justícia coneixia totes les causes, així civils com criminals, i d'aquestes fins i tot les que s'intentaven contra els cossos eclesiàstics i clergues sobre béns de Realenc. A les causes criminals contra els nobles, formava el sumari, i l'elevava a plenari; però abans de fallar es consultava la Corona, remetent les actuacions, quan la pena en que un noble podia incórrer era la de mort, o de mutilació de membre. El Justícia no podia, però, fallar per la seva pròpia autoritat: devia ser assessorat pel Consell General, quan es tractava d'un assumpte criminal; mai no van jutjar sense l'assistència dels advocats consultors.
El Justícia estava facultat per condonar una pena, sempre que per circumstàncies especials, segons el parer del Consell, i no implicant el delicte la pena de mort natural, o de civil o de mutilació, creguera al reu digne d'aquesta gràcia.
Les queixes de la noblesa es van fer paleses, ja que formant un dels tres cossos o Braços del regne, se li prohibia obtindre càrrecs a l'administració de justícia, obligant aquesta classe a reconèixer l'autoritat de jutges plebeus. En conseqüència van instar al Monarca els habitants d'aquest regne, perquè corregira el codi valencià; i així a l'any 1270, va disposar que un dels tres subjectes, que se li proposaven per a l'ocupació de Justícia, fóra cavaller.
Quan el rei, els va fer donacions d'alguns pobles, i de la jurisdicció dels mateixos, ja havia disposat que observaren en aquest punt els Furs, on es troben prescrits els drets que competien als particulars, les penes que s'havien d'imposar als delinqüents, i el ritual que calia observar als plets, com també l'obligació de sentenciar-los amb consell dels homes bons o del Consell General; reservant-se, però, en totes les causes civils i criminals les instàncies de recurs i manifesta opressió. Pel mateix el Justícia de València, era el que podia conèixer algunes causes criminals dels cavallers que es trobaven domiciliats als altres pobles del regne. Però va tenir cura que no s'hi introduïra una mena de poder absolut, independent de les lleis que, sense concessió reial, s'apropiaven a Aragó els senyors dels llocs, prohibint sota pena de la vida, que els amos de feus feren justícia als castells, viles, alqueries, ni altres pobles seus, sinó fora per especial privilegi del Rei.
A les Corts celebrades a València per Alfons II l'any 1329 es va concedir als eclesiàstics, cavallers i plebeus, que posseïren llavors o crearen després pobles compostos, almenys, de quinze famílies o cases al terme de qualsevol ciutat, vila real o de senyoriu particular, la jurisdicció civil, i també aquella part de criminal que es limita a la imposició de penes, no gaire greus, per raó dels delictes afegint l'ús de la primera apel·lació de la seua providència als jutges ordinaris, i fins i tot al Justícia de València.